# Lý Định Quốc
Lý Định Quốc (Phồn thể: 李定國, Giản thể: 李定国, 1620-1662), tự Hồng Thuận hay Ninh Vũ, tên lúc nhỏ là Nhất Thuần; người Diên An, Thiểm Tây, có thuyết là Du Lâm, Thiểm Tây; là nhà quân sự kiệt xuất cuối nhà Minh, đầu nhà Thanh, là anh hùng dân tộc Trung Hoa.

## Tham gia khởi nghĩa nông dân
Lý Định Quốc xuất thân bần hàn, sinh ra trong một gia đình nông dân. Năm lên 10 tuổi, ông tham gia cuộc khởi nghĩa của Trương Hiến Trung, rất được Trương Hiến Trung yêu mến.
Năm 1637, Lý Định Quốc lên 17 tuổi, mình cao 8 thước, võ nghệ cao cường, xử sự khiêm cung lễ phép, mọi người gọi ông là "Tiểu Sài Vương", trong quân gọi là "Tiểu Uất Trì". Lý Định Quốc theo Trương Hiến Trung chuyển đến đánh các vùng Tần (Thiểm Tây), Tấn (Sơn Tây), Dự (Hà Nam), Sở (Hồ Bắc), giết địch phá trận nổi tiếng dũng mãnh, lại thích đọc các sách "Tôn Tử binh pháp", "Tư trị thông giám",... Khi ấy ông chỉ huy 2 vạn binh sĩ, trong quân có tiếng là rộng rãi nhân từ, công phá thành trì thường không giết chóc, gặp trăm họ hay kẻ sĩ đều có biện pháp để bảo toàn, theo Trương Hiến Trung tập kích An Khánh, thẳng tiến Nam Kinh.
Năm 1643, Lý Định Quốc theo Trương Hiến Trung phá Vũ Xương, chiếm Trường Sa, được ban họ Trương. Ông cùng Tôn Khả Vọng, Lưu Văn Tú, Ngải Năng Kỳ đều được nhận làm con nuôi của Trương Hiến Trung, gọi là "bốn tướng quân".
Năm 1644, ông theo Trương Hiến Trung phá Thành Đô. Ngày 16 tháng 11 năm ấy, tại Thành Đô, Trương Hiến Trung xưng đế, quốc hiệu là Đại Tây, đổi niên hiệu là Đại Thuận năm đầu, phong 4 người con nuôi làm vương, Tôn Khả Vọng làm Bình Đông Vương, Lý Định Quốc làm An Tây Vương, Lưu Văn Tú làm Phủ Nam Vương, Ngải Năng Kỳ làm Định Bắc Vương. Về mặt quân sự, Tôn Khả Vọng được phong làm Bình Đông tướng quân, coi 19 doanh; Lý Định Quốc làm An Tây tướng quân, coi 16 doanh; Lưu Văn Tú làm Phủ Nam tướng quân, coi 15 doanh; Ngải Năng Kỳ làm Định Bắc tướng quân, coi 12 doanh.
Năm 1646, quân Thanh vào Xuyên, Trương Hiến Trung chết trận. Sau khi Tứ Xuyên thất thủ, Lý Định Quốc cùng Tôn Khả Vọng đưa quân Đại Tây chạy về Quý Châu.
Năm 1647, các tỉnh Điền (Vân Nam), Kiềm (Quý Châu) vẫn thuộc về nhà Nam Minh, quân Nam Minh lập tức đón đánh quân Đại Tây. Tháng giêng, sau khi đến Tuân Nghĩa và nghỉ ngơi ít ngày, quân Đại Tây lập tức vượt sông Kì, đánh phá Quý Dương. Tháng 2, họ chiếm được Định Phiên .
Quân Đại Tây tiến vào Vân Nam, kiến lập chính quyền, địa vị của 4 người Tôn, Lý, Lưu, Ngải là tương đương. Khi ấy, Lý Định Quốc vì tính khí quật cường, gặp chuyện thường xảy ra tranh chấp. Năm 1648, Tôn Khả Vọng mượn việc cũ, trói Lý Định Quốc ở Diễn võ trường mà đánh đòn, sau đó lại ôm nhau mà khóc. Tôn lệnh cho Lý thảo phạt Sa Định Châu để chuộc tội.
Khi ấy có thổ ti Sa Định Châu nổi dậy, chiếm Côn Minh, phá tan phủ đệ của Kiềm quốc công Mộc Thiên Ba, truy nã Mộc Thiên Ba. Lý Định Quốc trong lòng vừa buồn vừa giận, nhưng vẫn nén lòng vì muốn giữ vững đoàn kết nội bộ quân Đại Tây. Vào tháng 3, ông tiến quân hạ được Côn Minh. Tháng 4, liên tiếp phá Trình Cống, Khúc Tĩnh, Tấn Ninh, Sư Tông, Thông Hải, Mông Tự, đổi châu A Mê thành "Khai Viễn ". Lý Định Quốc đã lần lượt bắt giết các thủ lĩnh nổi dậy Nại Cách Long, Sa Định Châu... Cuối năm, quân của ông đến Lâm An, bình định xong Vân Nam. Lúc này, Lý Định Quốc có hơn 5 vạn quân, là lực lượng mạnh nhất của nghĩa quân.

## Liên Minh, kháng Thanh

### Liên kết Nam Minh
Tướng sĩ Đại Tây bàn định chiến lược cho chặng đường tiếp theo, Tôn Khả Vọng chủ trương tiếp tục đối phó với triều đình Nam Minh, nếu chiến sự bất lợi có thể rút về Hải Nam. Lý Định Quốc khuyên ông ta liên kết với Nam Minh cùng chống quân Mãn Thanh xâm lược, được mọi người hưởng ứng, Tôn đành phải đồng ý.
Năm 1649, Tôn, Lý sai sứ đến Quý Châu gặp triều đình Nam Minh thương lượng việc hiệp đồng kháng Thanh, Quế Vương Chu Do Lang (vua Vĩnh Lịch) nhà Nam Minh phong Tôn Khả Vọng làm Tần Vương.
Năm sau, Tôn Khả Vọng phái Lý Định Quốc về Côn Minh để giữ Vân Nam. Ông ở Vân Nam đã tổ chức việc trồng trọt cày cấy, an định trật tự xã hội, đoàn kết các dân tộc thiểu số, luyện tập được hơn 3 vạn tinh binh, kiến lập nên một căn cứ kháng Thanh.

### Chiến thắng Quế Lâm
Năm 1652, hậu phương đã ổn định, Tôn Khả Vọng sai Lý Định Quốc, Lưu Văn Tú chia hai hướng đông, bắc tiến quân. Lý tiến về phía đông đánh các miền Quế (Quảng Tây), Tương (Hồ Nam); Lưu tiến về phía bắc đánh Thục (Tứ Xuyên).
Lý Định Quốc đặt ra 5 điều ước pháp: không giết người, không gian dâm, không cướp tiền của, không làm thịt trâu cày, không đốt nhà. Ông đưa quân vào Tương Đàm, sau khi thu phục phần lớn châu huyện, lại lợi dụng sự kiêu ngạo khinh địch của Định Nam vương Khổng Hữu Đức, bất ngờ tiến xuống Quế Lâm. Tháng 5, ông đánh bại quân Thanh, trong hai đêm liền tiến xuống Vũ Cương, phá Bảo Khánh, thế như chẻ tre.
Tháng 6, Lý Định Quốc chiếm được Toàn Châu. Khổng Hữu Đức nghe tin báo thì cả sợ, tự mình đưa quân giữ thành Quế Lâm đến Nghiêm Quan, huyện Hưng An, ý đồ dựa vào nơi hiểm yếu mà phòng thủ, nhưng bị Định Quốc đánh bại, thây người khắp mặt sông. Khổng đành phải chạy về Quế Lâm, đóng chặt cửa thành.
Ngày 30 tháng 6, đại quân của Lý Định Quốc vây thành Quế Lâm một giọt nước cũng không lọt. Giữa trưa ngày 4 tháng 7, quân Minh đánh phá cửa Vũ Thắng, quân Thanh tan rã không chống cự, Khổng Hữu Đức buồn bã vô cùng, than rằng: "Thôi rồi!" rồi tự sát ở vương phủ. Liền sau đó, Lý Định Quốc thừa thắng phái bộ hạ tiến xuống phía nam thu phục Liễu Châu, còn mình trấn thủ Quế Lâm, ban bố chính lệnh, ổn định cục diện.
Tháng 8, sau khi chỉnh đốn ổn định, Lý Định Quốc xua quân tiến đánh Ngô Châu. Tướng giữ thành không dám nghênh chiến, trốn vào Quảng Đông nương nhờ Bình Nam vương Thượng Khả Hỉ. Ngày 15, quân Minh thu phục Ngô Châu, toàn tỉnh Quảng Tây đều được bình định. Quân Thanh ở Quảng Đông vô cùng sợ hãi, các cánh quân còn lại ở Quảng Tây đều bỏ thành chạy về Triệu Khánh.
Lý Định Quốc muốn đợi cho cục diện Quảng Tây ổn định, sẽ tiến đánh Quảng Đông, giành lại đất đai đã mất, thì gặp lúc thân vương Ni Kham của Mãn Thanh đưa tinh binh Bát Kỳ đến cứu viện Quảng Tây. Tôn Khả Vọng sợ hãi, điều ông lên phía bắc chống giặc. Sau khi Định Quốc rời khỏi Quảng Tây, vì binh lực thưa mỏng, những vùng đất vừa thu hồi đã bị Thượng Khả Hỉ cướp lại.

### Chiến thắng Hành Dương
Ngày 30 tháng 10, Lý Định Quốc đến Hành Dương thuộc tỉnh Hồ Nam. Ngày 19 tháng 11, Ni Kham đến Tương Đàm, tướng Minh là Mã Tiến Trung chạy về Bảo Khánh.
Ngày 21, Ni Kham từ Tương Đàm xuất phát, hôm sau đã đến vị trí cách Hành Dương hơn 30 dặm. Lý Định Quốc phái bộ tướng vờ đánh, rồi lập tức lui về. Ni Kham sinh lòng kiêu ngạo, cho rằng quân Minh không dám đánh, lập tức lên đường đuổi theo. Ngày hôm sau, lúc trời còn chưa sáng, quân Thanh đã đến Hành Dương, cùng quân Minh giao chiến.
Lý Định Quốc thấy Ni Kham khinh suất tiến quân, bèn trước tiên mai phục trọng binh, mệnh lệnh cho tướng sĩ ở tiền tuyến khi đối trận thì phải vờ không đánh, chủ động rút lui. Ni Kham thừa thắng đuổi theo hơn 20 dặm, rơi vào ổ mai phục. Định Quốc hô to một tiếng, toàn quân xông ra, la hét vang trời, thế như triều dâng. Quân Thanh thảng thốt bó tay, rất nhanh bị quân Minh đánh bại, chủ soái Ni Kham bỏ mạng trong lúc hỗn chiến.
Quân Minh cắt thủ cấp của ông ta dâng lên cho Lý Định Quốc. Toàn quân hoan hô như sấm, cùng hát bài Mãn Giang Hồng.
Người thời ấy có thơ rằng: Đông châu thôi xán khảm đâu mâu, thiên kim cánh cấu đại vương đầu (chữ Hán: 东珠璀璨嵌兜鍪，千金竟购大王头). Đánh bại tinh binh Bát Kỳ, giết được chủ soái của giặc, danh tiếng của quân đội Lý Định Quốc vang dội khắp nơi. Chiến thắng này đã cổ vũ mạnh mẽ, làm sống lại hy vọng đánh đuổi Mãn Thanh, khôi phục Trung Nguyên.

### Chống mất đoàn kết
Vào lúc Lý Định Quốc liên tiếp giết được 2 vương nhà Thanh, thu phục hàng ngàn dặm đất, quân uy vang dội, chủ tướng của liên quân Nam Minh – Đại Tây là Tôn Khả Vọng thay vì thừa thắng xuất binh, đánh đuổi ngoại xâm, lại sinh lòng đố kỵ, lo sợ ông công cao lấn chủ. Ông ta giả ý sai người đến Hành Dương úy lạo, phong Lý Định Quốc làm Tây Ninh vương. Định Quốc nói: "Phong thưởng là do thiên tử, nay là vương phong vương, sao được?" rồi từ chối nhận phong. Khả Vọng càng giận, chỉ sợ lòng người ở Sở (Hồ Nam), Việt (Quảng Đông) theo về với Định Quốc, bèn triệu ông trở về. Định Quốc không đáp lại.
Tôn Khả Vọng đưa quân đến Nguyên Giang, liên tiếp gởi bảy lá thư, giục Định Quốc đến Tĩnh Châu gặp mặt, mưu đồ hại ông. Con trai của Lưu Văn Tú không nhịn được, gởi mật thư cáo giác âm mưu của Khả Vọng, khuyên Định Quốc chớ có đến, kẻo uổng mạng.
Lý Định Quốc đến Vũ Cương, nhận được thư, hết sức thất vọng. Ông bèn đưa quân rút về Quảng Tây, nhằm tránh gặp mặt Tôn Khả Vọng. Định Quốc lui quân không lâu, quân Thanh phản công, Khả Vọng thất bại, cục diện đang tốt đẹp bỗng chốc không còn!

### Thất bại Triệu Khánh
Khi đánh Quảng Tây, Lý Định Quốc đã viết thư yêu cầu Trịnh Thành Công cùng giáp công Quảng Đông. Tháng 2 năm 1653, ông đưa quân xuất phát từ huyện Hạ, Quảng Tây, chiếm lĩnh vùng đất chiến lược quan trọng Ngô Châu. Ngày 14 tháng 3, quân Minh chiếm được Đức Khánh, ngày 25 tiến đến dưới thành Triệu Khánh. Định Quốc một mặt liên lạc với Trịnh Thành Công, một mặt chia quân chiếm lĩnh Tứ Hội, Quảng Ninh.
Ngày 26, Lý Định Quốc đích thân đến dưới thành Triệu Khánh, chỉ huy toàn quân đánh mạnh. Quân Minh bắc thang đánh thành, đào địa đạo vào thành. Quân Thanh kháng cự ngoan cường, trong thành ngài thành, thây phơi đầy đất, máu chảy thành sông. Thượng Khả Hỉ đích thân đưa quân chủ lực đến cứu viện, quân Trịnh vẫn chưa đến, Thượng Khả Hỉ có thể toàn lực đối phó với quân Minh.
Ngày 8 tháng 4, Thượng Khả Hỉ hạ lệnh đục các cửa hông ở pháo đài đông, tây, bất ngờ xông ra ngoài thành, cướp lấy cửa địa đạo của quân Minh, rồi đốt lửa hun khói quân Minh ở trong địa đạo, người chết không thể đếm xuể. Lý Định Quốc bị bức phải dời doanh trại cách thành 5 dặm. Thượng Khả Hỉ nhân lúc quân Minh chưa đứng vững chân, lại phái chủ lực từ hai cửa tây, nam tấn công doanh lũy của Định Quốc ở gò Long Đính. Sau một phen khổ chiến, quân Minh thua trận.
Lý Định Quốc đánh thành không được, lại thêm quân Trịnh mãi vẫn chưa đến. Sau khi xem xét tình thế, ông quyết định rút quân về Quảng Tây.

### Thất bại Tân Hội
Lý Định Quốc cho rằng đông tây giáp công Quảng Đông, mình từ Quảng Tây theo đường bộ, Trịnh Thành Công vượt Triều Huệ bằng đường thủy là kế hoạch tốt nhất. Ông lại cho sứ giả đến Hạ Môn liên hệ với Trịnh Thành Công, thêm nữa còn có chiếu sắc của triều đình Vĩnh Lịch lệnh cho quân Minh ở Lưỡng Quảng toàn lực phối hợp.
Tháng 2 năm 1654, Lý Định Quốc từ Liễu Châu, Quảng Tây tiến vào Quảng Đông, ra Hoành Châu, vượt Linh Sơn lấy Liêm Châu, hạ Cao Châu, Lôi Châu. Quân Thanh không dám nghênh chiến. Định Quốc lại phái sứ giả đến Hạ Môn đốc thúc Trịnh Thành Công đưa quân đến Quảng Đông, hẹn nhau hội sư ở Tân Hội. Ông ở Cao Châu hơn 1 tháng mà Trịnh Thành Công vẫn không xuất binh, bèn gởi thư cho Trịnh khuyên ông ta nên lấy đại nghiệp kháng Thanh phục Minh làm trọng, không nên tính toán được mất cá nhân, lời lẽ rất khẩn thiết.
Tháng 6, quân Trịnh vẫn không đến, Lý Định Quốc nhiễm bệnh phải ở lại Cao Châu tịnh dưỡng. Giữa tháng 8, quân Thanh tăng cường trọng binh cho vị trí chiến lược trọng yếu Tân Hội, thủy quân Thanh chiếm lấy cửa sông, cắt đứt thông đạo giữa Quảng Châu và Tân Hội.
Ngày 3 tháng 10, Lý Định Quốc đưa quân tấn công Tân Hội, quân Thanh kháng cự ngoan cường, nên không hạ được thành. Ngày 10 tháng 11, Bình Nam vương Thượng Khả Hỉ, Tĩnh Nam vương Cảnh Kế Mậu đưa quân đến tăng viện, dừng lại ở Tam Thủy, đợi quân đội Mãn Châu. Ngày 10 tháng 12, Tĩnh Nam tướng quân Chu Mã Lạt đưa quân đội Mãn, Hán lặn lội đường xa đến tăng viện, chỉnh đốn 3 ngày, rồi cùng với quân của 2 phiên vương Bình, Tĩnh tấn công quân Minh ở ngoài thành Tân Hội. Sau 4 ngày khổ chiến, quân Trịnh rốt cục vẫn không đến, quân Minh rút lui.
Quân Thanh thừa thắng truy kích. Ngày 24, Lý Định Quốc lui về Cao Châu, sáng ngày 26 lui về Quảng Tây, lưu bộ tướng ở lại cản trở quân Thanh. Tháng 1 năm sau, tất cả những cánh quân Minh đều bị bức phải trở về Quảng Tây. Lý Định Quốc 2 lần đánh Quảng Đông thất bại, từ đây lực lượng và cơ hội để ông kháng Thanh phục Minh xem như không còn.

### Được phong Tấn Vương
Tháng giêng năm 1656, vì Tôn Khả Vọng chuyên quyền, Lý Định Quốc đến An Long đón Vĩnh Lịch đế về Côn Minh tỉnh Vân Nam, nhằm tránh phạm vi thế lực của Khả Vọng ở tỉnh Quý Châu. Ông và Lưu Văn Tú quyết định tạm thời lấy Vân Nam cống viện làm hành cung. Nhờ có công hộ giá, ông được Vĩnh Lịch phong làm Tấn Vương.
Lý Định Quốc dùng lễ đưa gia quyến của Tôn Khả Vọng ở Côn Minh đến Quý Dương. Nhưng Tôn Khả Vọng vẫn không tỉnh ngộ, tháng 8 năm sau, ông ta điều 14 vạn quân đến đánh Côn Minh. Khi ấy, trong tay hai người Lý, Lưu chỉ có không quá 3 vạn quân. Nhưng những bộ hạ của Tôn Khả Vọng như Bạch Văn Tuyển, Phùng Song Lễ,..v..v.. xuất thân từ quân Đại Tây đều đã từng cùng với Lý Định Quốc đồng cam cộng khổ, những tướng lĩnh xuất thân từ quân Nam Minh thì lòng vẫn hướng về triều đình Vĩnh Lịch.
Ngày 19, đôi bên đối trận ở ngã ba Giao Thủy. Ban đầu, tiền phong của Lý Định Quốc gặp bất lợi. Tôn Khả Vọng cho đắp đồi cao để xem trận, muốn nhân đó bẻ gãy nhuệ khí của Định Quốc, lập tức lệnh cho các doanh thừa thắng tiến lên. Bạch Văn Tuyển thấy tình thế nguy cấp, tự mình dẫn 5000 thiết kỵ xông vào giữa doanh quân của tướng cũ nhà Nam Minh là Mã Duy Hưng. Hai người liên hợp quấy rối hậu trận của Khả Vọng, phá liền mấy doanh, Định Quốc, Văn Tú thừa thế xua quân tiến đánh, có người hô lớn: "Đón Tấn vương! Đón Tấn vương!" hơn 10 vạn đại quân trong khoảng khắc đã tan rã.
Tôn Khả Vọng chỉ đưa được một ít binh mã chạy về phía đông, nhưng tướng giữ các doanh ở ven đường đều đóng cửa không cho ông ta vào. Khả Vọng trốn về Quý Dương, tướng giữ thành là Phùng Song Lễ cũng không cho ông ta vào.
Khả Vọng không còn đường chạy, phải đến đầu hàng Hồng Thừa Trù nhà Thanh. Ông ta được phong làm Nghĩa vương, được đãi ngộ rất trọng hậu, nên đem hết hình thế sông núi, quân sự của 2 tỉnh Vân Quý báo cáo lên triều đình nhà Thanh.
Năm 1657, quân Thanh chia 3 đường tiến đánh Vân, Quý, nhà Thanh triệt để lợi dụng địa vị và ảnh hưởng của Khả Vọng trong quá khứ, khiến cho quân Minh lần lượt thua chạy, không ít tướng cũ của quân Đại Tây đã đầu hàng nhà Thanh.
Quân Thanh càng lúc càng đến gần, Côn Minh nguy ngập. Lý Định Quốc muốn dời đô về Kiến Xương, Tứ Xuyên, tránh xa chủ lực của địch, chuyển về vùng phía sau địch, hiệp đồng tác chiến với một lực lượng khởi nghĩa khác là Quỳ Đông Thập Tam Gia, hòng xoay chuyển cục diện. Nhưng Vĩnh Lịch lại nghe lời sàm tấu, bỏ chạy về phía tây. Việc này khiến quân Minh mất sạch ý chí chiến đấu, nhiều người đầu hàng nhà Thanh.

### Mai phục Ma Bàn
Tháng 2 năm 1659, quân Thanh vượt Nộ Giang bức đến gần Đằng Việt , nơi ấy là biên cảnh của nhà Minh, đường lối quanh co, nhỏ hẹp, chỉ lọt vừa một thân ngựa.
Lý Định Quốc suy tính quân Thanh liên tiếp thắng lợi tất nhiên sẽ khinh suất tiến lên. Ông quyết định bố trí mai phục ở một con đường nhỏ, hai bên cây cối um tùm, men theo núi Ma Bàn, cách Nộ Giang 20 dặm về phía tây; lấy Thái An bá Đậu Danh Vọng làm tuyến mai phục thứ nhất, Quảng Xương hầu Cao Văn Quý làm tuyến mai phục thứ hai, Vũ Tĩnh hầu Vương Quốc Tỉ làm tuyến mai phục thứ ba; chôn địa lôi ở trong hang, hẹn rằng: Địch vào hết, tuyến mai phục thứ nhất xông ra; nổ địa lôi, tuyến mai phục thứ hai và thứ ba xông ra. Đầu đuôi cùng đánh, giết sạch địch quân. Cả thảy có 6000 quân mai phục, giắt lương khô bên mình, nhằm tránh nổi lửa thổi cơm sẽ khiến quân địch phát hiện.
Sắp đặt xong xuôi, quân đội Mãn, Hán nhà Thanh do Ngô Tam Quế soái lĩnh quả nhiên cho rằng quân Minh khiếp sợ bỏ trốn, ung dung tiến vào khu vực mai phục. Đúng vào lúc ấy, Quang Lộc Tự Thiếu Khanh nhà Minh là Lư Quế làm phản hàng giặc, đem cơ mật mai phục của Lý Định Quốc báo cho Ngô Tam Quế. Ngô cả sợ, lập tức hạ lệnh cho tiền quân đã đến vị trí của tuyến mai phục thứ hai của Minh rút về, tìm giết phục binh trong các lùm cây um tùm ở hai bên đường. Quân Minh vì chưa có hiệu lệnh nên không dám ra đánh, thương vong rất lớn.
Đậu Danh Vọng bất đắc dĩ hạ lệnh nổ pháo ra đánh, hai tuyến mai phục còn lại nghe tiếng cũng nổ pháo, xông vào quân địch. Đôi bên triển khai một trường ác chiến, tướng Thanh Cố sơn ngạch chân  Sa Lý Bố bị giết, Đậu Danh Vọng cũng chết trận. Lý Định Quốc ngồi giữ trên núi đất, nghe tiếng pháo không như định trước, biết là tình huống có thay đổi, lập tức phái hậu quân đến tăng viện, cuối cùng cũng đánh bại được quân Thanh do Ngô Tam Quế chỉ huy. Nhưng vì binh tướng tổn thất nặng nề, ông quyết định rời khỏi Đằng Việt, lệnh cho Định Sóc tướng quân Ngô Tam Tỉnh đoạn hậu để tập hợp binh sĩ tản mác, tự mình soái chủ lực tiến về Mạnh Định .

### Tận lực kháng Thanh
Sau trận Ma Bàn, Vĩnh Lịch bị bức chạy sang Miến Điện, mất liên lạc với Lý Định Quốc. Hoàn cảnh ngày một gian nan, muốn đón Vĩnh Lịch trở về, giương cao ngọn cờ, đoàn kết các lực lượng kháng Thanh, Lý Định Quốc đã tích cực cho người trốn đến Miến Điện liên lạc với Vĩnh Lịch, tự mình đưa quân đến Miến Điện để đón rước.
Nhưng Vĩnh Lịch chỉ muốn cầu an, cam tâm ở lại Miến Điện. Khi quân Minh và Miến Điện xảy ra xung đột, Vĩnh Lịch hạ chiếu cho Lý Định Quốc rút quân trở về. Định Quốc xem chiếu mà đau xót, than rằng: "Đại Minh hết rồi!" Bộ tướng thừa cơ trách Vĩnh Lịch bất nghĩa, khuyên ông đầu hàng nhà Thanh, Định Quốc cự tuyệt.
Lý Định Quốc không rút quân mà vẫn quanh co ở biên giới Miến Điện. Ngày 1 tháng 12 năm 1661, quân Thanh tiến sát biên giới Trung – Miến, người Miến đem cha con Vĩnh Lịch Chu Do Lang giao nộp cho nhà Thanh. Ngô Tam Quế sai người thắt cổ Chu Do Lang trong một tòa miếu nhỏ tại Côn Minh.
Lý Định Quốc nghe tin thì lăn ra mà khóc. Khi ấy, quân đội của ông đóng ở nơi hẻo lánh, lương thực thuốc men thiếu thốn, bệnh tật mà chết quá nửa. Định Quốc vì lao lực mà phát bệnh. Ngày 21 tháng 7 năm 1662, thời Khang Hi, ông mất, hưởng thọ 43 tuổi.
Trước lúc lâm chung, Lý Định Quốc giao binh quyền lại cho bộ tướng Cận Thống Vũ, lệnh cho con trai mình là Lý Tử Hưng bái Thống Vũ làm cha nuôi, còn nói rằng: Thà chết nơi hoang vắng, chứ không hàng (chữ Hán: 寧死荒外，毋降也, Ninh tử hoang ngoại, vô hàng dã!) Không lâu sau, Thống Vũ bệnh mất, con trai Lưu Văn Tú là Lưu Chấn lĩnh binh quy phụ nhà Thanh. Tháng 9 năm 1663, Lý Tử Hưng cũng làm trái lời dạy của cha, dâng biểu đầu hàng nhà Thanh.

## Đánh giá
Lý Định Quốc cuối đời Minh là một lãnh tụ nông dân, đầu đời Thanh là tướng lĩnh kháng Thanh bậc nhất. Vào lúc dân tộc nguy nan, ông quả quyết bỏ qua những tị hiềm, cùng triều đình Nam Minh hợp tác, rồi giữ lấy lời thề ấy, không gì thay đổi được. Ông vừa là anh hùng phản kháng phong kiến, vừa là anh hùng chống ngoại xâm.
Đối với Tôn Khả Vọng nhiều lần gây hấn, Lý Định Quốc vì muốn bảo toàn đại cục, hết sức nhường nhịn. Ông từng "đánh quị hai vương, chấn động thiên hạ" (chữ Hán: 兩蹶名王，天下震動, lưỡng quyết danh vương, thiên hạ chấn động) , khiến cho triều đình nhà Thanh từng muốn bỏ đi 7 tỉnh tây nam. Trận Ma Bàn Sơn, nếu không bị phản tặc tiết lộ cơ mật, ông đã tiêu diệt được Ngô Tam Quế và toàn quân của ông ta. Nhà Thanh vì thất bại đó đã phạt tiền, giáng cấp và cách chức hàng loạt tướng quân, thống lĩnh.
Lý Định Quốc đối với dân chúng Tứ Xuyên có nhiều ân huệ, sau khi mất, người Xuyên nhiều nơi lập "Lý Tấn Vương từ" để cúng tế ông. Nhiều nơi ở Vân Nam, Quý Châu, anh danh và truyền thuyết về Lý Tấn Vương vẫn còn được lưu truyền.